# Şərif Şərifov
Şərif Şərifov (ur. 11 listopada 1988 w Gunuch) – azerski zapaśnik, mistrz olimpijski z Londynu, mistrz świata, dwukrotny medalista mistrzostw Europy.
Zdobywca złotego medalu podczas igrzysk olimpijskich w Londynie, w wadze 84 kg i brązowego w Rio de Janeiro w kategorii 86 kg. 
W Tokio 2020 zajął piąte miejsce w wadze 97 kg.
Mistrz świata w 2011 roku ze Stambułu, wicemistrz w 2019 i brązowy medalista w 2009. Zdobył cztery medale na mistrzostwach Europy. Brązowy medalista igrzysk Solidarności Islamskiej w 2017 roku.
Pierwszy w Pucharze Świata w 2012; trzeci w 2015 i 2017 roku.